# Eusirus bathybius
Eusirus bathybius is een vlokreeftensoort uit de familie van de Eusiridae. De wetenschappelijke naam van de soort is voor het eerst geldig gepubliceerd in 1955 door Schellenberg.